# Кондесуйос (провинция)
Кондесуйос (исп. provincia de Condesuyos, кечуа Kuntisuyus pruwinsya) — одна из 8 провинций перуанского региона Арекипа. Площадь составляет 6958,4 км². Население — 18 963 человека. Столица — город Чукибамба.

## География
Граничит с провинциями Ла-Уньон (на северо-западе), Кастилья (на западе), Камана (на юге), Каравели (на западе) и регионом Куско (на севере).

## Административное деление
В административном отношении делится на 8 районов:
- Чукуибамба
- Андарай
- Каярани
- Чичас
- Ирай
- Рио-Гранде
- Саламанка
- Янакуиуа